# Старый Кыч
Старый Кыч — деревня в Дебёсском районе Удмуртской республики.

## География
Находится в восточной части Удмуртии на расстоянии приблизительно 11 км на юг-юго-запад по прямой от районного центра села Дебёссы.

## История
Известна с 1717 года как починок Кыч с 2 дворами. В 1722 году учтено было 6 дворов, в 1873 — 25, в 1893 — 40, в 1905−48, в 1924 — 55 (в том числе 29 для деревни Кыч Заречный и 26 для деревни Кыч Старый). Разделение деревень прекратилось с 1935 года. Первые переселенцы приехали сюда из деревень Туги (Поломской волости) и Тольенской (Тольенской волости) Глазовского уезда. До 2021 года являлась административным центром Старокычского сельского поселения.

## Население
Постоянное население составляло 6 человек (1717), 18 мужчин (1722), 94 человека (1764), 52 мужчины (1802), 212 человек (1873), 285 (1893, в том числе 270 удмуртов и 15 русских), 418 (1905), 369 (1924) для отдельно учтенных деревень Кыч Заречный (205) и Кыч Старый (164), 238 человек в 2002 году (удмурты 91 %), 189 в 2012.